# كارين هاي
كارين هاي (بالإنجليزية: Karyn Hay)‏ (1959، أوكلاند في نيوزيلندا)؛ روائية نيوزيلندية.